# 涅斯托伊塔
47°46′0″N 29°21′21″E / 47.76667°N 29.35583°E
內斯托伊塔（烏克蘭語：Нестоїта）是位於烏克蘭西南部的村莊，由敖德萨州波季利斯克区的庫亞利尼克市鎮負責管轄。該村始建於1723年，面積3.91平方公里，海拔高度138米，2001年人口1,698，人口密度每平方公里434.27人。